# Nipponoserica quadrifoliata
Nipponoserica quadrifoliata är en skalbaggsart som beskrevs av Shuhei Nomura och Kobayashi 1979. Nipponoserica quadrifoliata ingår i släktet Nipponoserica och familjen Melolonthidae. Inga underarter finns listade i Catalogue of Life.